# Dicey Dungeons
Dicey Dungeons est un jeu vidéo de style roguelike développé par le concepteur de jeux irlandais Terry Cavanagh. Il a été publié pour Microsoft Windows le 13 août 2019. Les supports pour Nintendo Switch, iOS et Android sont prévus pour 2020.

## Système de jeu
Dicey Dungeons combine des éléments de jeux roguelike avec des jeux de construction de deck. Le jeu se déroule dans un fond de jeu télévisé, où Lady Aléa défie des aventuriers, chacun ayant été transformé en dés, de terminer un donjon avec une chance assez improbable de gagner leur liberté. Le joueur prend l'un des six personnages, ce qui définit le type d'équipement avec lequel il commence la partie. Le joueur déplace ensuite son personnage sur une carte de donjon, où il y a diverses rencontres avec des monstres, des coffres au trésor, des objets pour se soigner, des magasins et des stations d'amélioration, ainsi que des sorties pour passer au niveau suivant. Le but de chaque course est d'atteindre le niveau le plus profond du donjon et de vaincre le boss final. Cela déverrouille la progression du Métagame, comme le déverrouillage de personnages supplémentaires ou de nouveaux épisodes pour les personnages existants qui introduisent de nouveaux ensembles de règles qui rendent les parties plus difficiles.
Lorsque le joueur rencontre un ennemi, le combat se déroule au tour par tour. Lorsque c'est son tour, le joueur se voit montrer son équipement, chacun ayant des emplacements pour un ou plusieurs dés à ajouter, puis un lancer aléatoire du nombre de dés que son personnage possède actuellement. Le joueur place ensuite chaque dé dans l'un des emplacements d'équipement; lorsque tous les emplacements sont remplis, cela crée un effet de combat. Par exemple, une épée peut avoir un emplacement pour un seul dé, et quand un dé est équipé de l'arme, il fera les dégâts indiqués sur ce dé. Certains emplacements ont des exigences spécifiques, comme un nombre pair ou impair, ou des valeurs de dés inférieures ou supérieures à un certain nombre. Certains équipements ou capacités peuvent modifier les jets de dés, ce qui permet de réutiliser les dés. Le joueur continue alors de placer les dés dans l'équipement et les capacités jusqu'à ce qu'il ait épuisé ses dés pour le tour ou qu'il termine son tour plus tôt. Leurs adversaires ont un système d'équipement similaire avec des emplacements de dés et organisent leurs attaques de manière similaire. Il existe différents effets qui peuvent être déclenchés par l'équipement du joueur et de l'ennemi. Le combat continue jusqu'à ce que la santé du personnage représentant le joueur ou celles des ennemis tombe à zéro, ou les deux. Si seule la santé du joueur est réduite à zéro, la partie est terminée et le joueur doit redémarrer la partie. Si la santé de l'ennemi est réduite à zéro, l'ennemi est vaincu et le joueur gagne, gagnant ainsi des récompenses utilisable dans le jeu et de l'expérience du personnage, ainsi que d'autres récompenses potentielles. En gagnant des niveaux, le joueur gagne plus de santé totale ainsi qu'un dé supplémentaire qui est lancé. Le joueur peut également obtenir de nouveaux équipements qu'il peut équiper à tout moment en dehors des combats. Les magasins de niveaux peuvent être utilisés pour acheter de nouveaux équipements, des équipements commerciaux ou d'autres fonctionnalités. Les stations de mise à niveau peuvent améliorer l'effet d'une pièce d'équipement.

## Développement
Terry Cavanagh a annoncé Dicey Dungeons en mai 2018, après environ trois mois de développement préalable, avec une version gratuite en cours de développement disponible. Cavanagh avait prévu de produire une version commerciale du jeu pour une sortie plus tard en 2018,. Dicey Dungeons est inspiré par l'un des premiers jeux de construction de jeux roguelike, Dream Quest.
Dicey Dungeons a officiellement été publié le 13 août 2019 pour les ordinateurs personnels Microsoft Windows, macOS et Linux. Cavanagh prévoit de publier les ports du titre pour Nintendo Switch, iOS et Android d'ici 2020.

## Accueil
Dicey Dungeons a reçu des critiques généralement favorables, selon l'agrégateur Metacritic. Le jeu a été cité pour être une bonne introduction aux jeux de construction de deck roguelike,. La version PC était parmi les nouveautés les plus vendues du mois sur Steam .